# Rolinha-roxa
A rolinha-roxa (Columbina talpacoti) é uma pequena pomba tropical do Novo Mundo. É típica do México para o sul, predominantemente em países como Peru, Brasil e Paraguai, e no norte Argentina, e Trinidad-Tobago. Pássaros individuais às vezes podem ser vistos no sudoeste dos EUA, do sul Texas ao extremo sul Califórnia, principalmente durante o inverno.
Historicamente uma das primeiras espécies brasileiras a se adaptar ao meio urbano, ainda é a espécie nativa mais comum em boa parte das grandes cidades brasileiras. É curioso notar que costuma ser encontrada em maior quantidade em locais alterados pelo homem do que em seu próprio habitat original que são as áreas de cerrados e campos. 

## Etimologia
É conhecida também como caldo-de-feijão, (rola)rolinha-caldo-de-feijão (PB), picuí-peão, rola, pomba-rola, rola-cabocla (CE), rola-grande, rola-roxa, rola-sangue-de-boi (PE e BA), rolinha, rolinha-comum, rolinha-vermelha, rolinha-juruti e pomba-café. Em várias áreas do Nordeste do Brasil o nome “rolinha-vermelha” é usado tanto para se referir a Columbina talpacoti e a fêmea da pararu-azul Claravis pretiosa e, portanto, sugere-se que este nome popular seja evitado.
Seu nome científico significa: do (latim) columbina = referente à família Columbidae; e do (tupi) talpacoti = nome indígena para este pássaro. (obs: não confirmado em Garcia(1929) Columbina) ⇒ pombinha talpacoti. [carece de fontes?]
O nome rolinha-roxa foi selecionado como nome vernáculo técnico para a espécie pelo Comitê Brasileiro de Registros Ornitológicos (CBRO) em 2021.

## Características
Medem 17 centímetros de comprimento e pesam 47 gramas. O macho, com penas marrom avermelhadas, cor dominante no corpo do adulto, em contraste com a cabeça, cinza azulada. A fêmea é toda parda. Nos dois sexos, sobre a asa há uma série de pontos negros nas penas. Os Filhotes saem com traços da plumagem de cada sexo. A sua vocalização é uma sequencia de ”uú-uú-uú”

## Subespécies
São reconhecidas quatro subespécies:
- Columbina talpacoti caucae (Chapman, 1915) - ocorre no vale do rio Colca no oeste da Colômbia.
- Columbina talpacoti eluta (Bangs, 1901) – ocorre na costa do oceano Pacifico no México desde o Norte do estado de Sinaloa até o Sul do estado de Chiapas.
- Columbina talpacoti rufipennis (Bonaparte, 1855) – Centro e Leste do México, América Central até a Colômbia e Norte da Venezuela incluindo a Ilha Margarita e as ilhas de Trindade e Tobago.
- Columbina talpacoti talpacoti (Temminck, 1810) – Leste do Equador e Leste e Norte do Peru, Leste das Guianas, Bolívia, Paraguai, Uruguai, Norte da Argentina e Brasil. Ocasionalmente como visitante na região central e região dos Lagos no Chile.

## Alimentação
Alimenta-se de grãos encontrados no chão. Havendo alimento, reproduz-se o ano inteiro. Costuma frequentar comedouros com sementes e quirera de milho.

## Reprodução
O casal mantém um território de ninho, afastando as outras rolinhas de perto. O macho possui um canto monótono, de dois chamados graves e rápidos, repetidos continuamente por vários segundos. Os ninhos são pequenas tigelas de ramos e gravetos, feitos entre cipós ou galhos, bem fechados pelas ramadas do entorno. Postura de 2 ovos, chocados pelo casal entre 11 e 13 dias. Os filhotes saem do ninho com no máximo 2 semanas de vida. O casal, às vezes dois dias depois, já inicia nova ninhada, quando as condições ambientais permitem.Os ninhos são construídos em árvores baixas e altas e as vezes em cachos de banana ou em calhas das casas e nos telhados.

## Hábitos
Adapta-se aos ambientes artificiais criados pela ação humana. Vive em áreas abertas; o desmatamento facilitou sua expansão, em especial nas áreas formadas para pasto ou agricultura de grãos. Entrou nas grandes cidades das regiões sudeste e centro-oeste do Brasil; facilmente encontrada no bairro de Copacabana, no Rio de Janeiro. Muito agressivas entre si, embora possam formar grupos, disputam alimentos e defendem territórios usando uma das asas para dar forte pancadas no oponente. Os machos são mais belicosos. Nas disputas ou quando tomam sol, deitadas de lado no chão e com a asa esticada para cima, mostram a grande área de penas negras sob a asa. Observadores de pássaros do centro-sul de nosso país vêm observando uma “substituição” desta espécie por outra pombinha, a Zenaida auriculata, também conhecida como pomba-de-bando, amargosinha ou avoante. Esta última espécie vem conquistando o ambiente urbano cada vez mais efetivamente e está aparentemente competindo com a rolinha-roxa, que já é menos frequente que a pomba-de-bando na maioria das cidades do interior de São Paulo. Seja como for, esta espécie simpática e até mesmo ingênua está longe de desaparecer dos quintais de nossas casas e das praças e jardins de nossas cidades, mesmo que estes estejam em grandes prédios.

## Predadores
As espécies possuem muitos predadores em potencial, e por estarem sempre em áreas abertas costumam a ser facilmente capturadas. Dentre os predadores destacam-se outras aves, tais como o caburé, o falcão-de-coleira, o quiriquiri, além de répteis como o teiú e felinos como o gato doméstico.